# Chaetodon guttatissimus
Chaetodon guttatissimus là một loài cá biển thuộc chi Cá bướm (phân chi Exornator) trong họ Cá bướm. Loài này được mô tả lần đầu tiên vào năm 1833.

## Từ nguyên
Tính từ định danh guttatissimus trong tiếng Latinh mang nghĩa là "đầy các đốm nhỏ" (issimus: hậu tố so sánh bậc nhất), hàm ý đề cập đến các đốm đen dày đặc trên thân của loài cá này.

## Phạm vi phân bố và môi trường sống
Từ Socotra (Yemen) dọc theo bờ biển Đông Phi đến Durban (Nam Phi), C. guttatissimus được phân bố trải dài về phía đông đến biển Andaman (quần đảo Andaman và Nicobar và bờ tây Thái Lan), về phía nam đến đảo Giáng Sinh (Úc) và các đảo phía tây Indonesia (ít nhất là đến đảo Bali).
C. guttatissimus sống tập trung trên các rạn viền bờ và gần các rạn san hô trong đầm phá, được tìm thấy ở độ sâu đến ít nhất là 45 m.

## Mô tả
C. guttatissimus có chiều dài cơ thể lớn nhất được ghi nhận là 12 cm. Loài này có màu nâu nhạt (gần như trắng), dày đặc các đốm nâu đen xếp thành hàng dọc ở thân trên và hàng ngang ở thân dưới. Những chấm đen nhỏ hơn cũng xuất hiện chi chít trên vây lưng và vây hậu môn. Vây lưng có dải viền vàng, còn vây hậu môn có dải viền trắng xanh. Đầu có một dải đen viền xanh óng băng dọc qua mắt. Vây lưng có một đường viền màu vàng. Phía cuối vây lưng có đốm cam nhỏ. Cuống đuôi có vạch cam bao quanh. Vây đuôi trắng ở nửa trong, nửa ngoài trong suốt, được ngăn cách bởi một vạch sọc đen. Vây bụng màu trắng. Vây ngực trong suốt.
Không như những loài chị em có nhiều đốm trên thân (Chaetodon multicinctus, Chaetodon punctatofasciatus và Chaetodon pelewensis), C. guttatissimus không có các dải sọc trên thân.
Số gai ở vây lưng: 13; Số tia vây ở vây lưng: 21–23; Số gai ở vây hậu môn: 3; Số tia vây ở vây hậu môn: 16–18; Số tia vây ở vây ngực: 14–15; Số gai ở vây bụng: 1; Số tia vây ở vây bụng: 5; Số vảy đường bên: 27–39.

## Sinh thái học
C. guttatissimus là loài ăn tạp, thức ăn của chúng bao gồm các loài thủy sinh không xương sống nhỏ (như động vật phù du) và tảo. Tuy cũng ăn san hô như C. guttatissimus không hoàn toàn phụ thuộc vào nguồn thức ăn này.
C. guttatissimus trưởng thành thường kết đôi với nhau, có thể hợp thành nhóm nhỏ, còn cá con sống đơn độc.

## Lai tạp
Những cá thể tạp giao giữa C. guttatissimus với C. punctatofasciatus đã được bắt gặp tại đảo Giáng Sinh, nơi cả hai loài có phân bố trùng nhau. Con lai của chúng không có nhiều khác biệt về thể trạng cũng như tốc độ tăng trưởng so với loài bố mẹ, và có thể lai ngược dòng với loài bố mẹ của chúng.

## Thương mại
C. guttatissimus là một loài được xuất khẩu trong ngành kinh doanh cá cảnh nhưng không phổ biến. Loài này thường khó sống trong điều kiện nuôi nhốt.